# Воскамп, Дионе
Дионе Воскамп нидерл. Dione Voskamp; род. 9 января 1997 года) — нидерландская конькобежка; Чемпионка мира 2022 года в командном спринте.

## Биография
Дионе Воскамп родилась и выросла в небольшой деревушке де Лир в общине Вестланд, где начала кататься на коньках в возрасте 8-ми лет. В 15 лет она прошла региональный отбор и в 17 лет стала выступать за команду "RTC Zuidwest". С 2013 года начала участвовать на чемпионате Нидерландов среди юниоров, а в 2014 году победила на дистанции 500 м и в многоборье, в спринте заняла 2-е место. 28 декабря 2015 года ей удалось проехать 500 метров за 39,95 сек и прошла на Кубок мира среди юниоров.
В 2016 году впервые участвовала на чемпионате мира среди юниоров, на котором она  заняла 8-е место на дистанции 500 метров. Через год приняла участие в зимней Универсиаде, но лучшее 8-е место заняла на дистанции 500 м. Дионе не смогла пройти отбор на олимпиаду 2018 года, заняв только 10-е место в забеге на 500 м.
С мая 2019 года Воскамп выступала за команду "Gewest Fryslân", но успехов не добилась и в апреле 2021 года перешла в команду "Worldstream Corendon" под руководством Дэниела Крейга. В сезоне 2021/22 Дионе заняла 5-е место на чемпионате Нидерландов в спринте и на чемпионате Европы на отдельных дистанциях заняла 6-е место на дистанции 500 метров. На отборе в олимпийскую команду она заняла 6-е место в забеге на 500 м и не квалифицировалась.
В марте 2022 года Дионе Воскамп вместе с партнёршами выиграла золотую медаль в командном спринте на чемпионате мира в Хамаре. В мае 2022 года перешла в коммерческую команду "Team Novus" под руководством Томаса Херцога и Дэниела Крейга

## Личная жизнь и семья
Дионе Воскамп с 2015 по 2017 год стажировалась в качестве графического дизайнера в компании "OmberReclame". В 2017 году поступила в академию моды в Амстердаме, где обучалась дизайнера рекламы до мая 2020 года. С сентября 2019 года в течение года работала графическим дизайнером в компании "Sprog", а с января 2020 года открыла свою рекламную графическую компанию "Di-One Design" по разработке уникального внешнего вида и дизайна. Её мать участвовала в международных соревнованиях по конькобежному спорту.